# Distrito de San Carlos (Panamá)
El distrito de San Carlos es una de las divisiones que conforma la provincia de Panamá Oeste, situado en la República de Panamá.

## División político-administrativa
Está conformado por nueve corregimientos:
- San Carlos
- El Espino
- El Higo
- Guayabito
- La Ermita
- La Laguna
- Las Uvas
- Los Llanitos
- San José

## Economía

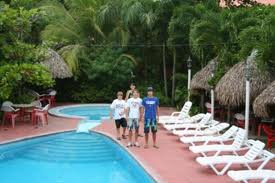
Hotel Bay View

Su economía está centrada en la pesca, ganadería y la artesanía.